# Aldea Beleiro
Aldea Beleiro è un comune dell'Argentina situato nel dipartimento di Río Senguer, in provincia di Chubut.